# Nanticoke
Nanticoke – miasto w hrabstwie Luzerne, w stanie Pensylwania, znajdujące się na terenie Stanów Zjednoczonych Ameryki Północnej. Miasto zostało założone w 1911 roku na miejscu przemysłowej osady górniczej. Główną aleją miasta jest ulica Tadeusza Kościuszki przy której znajdują się wszystkie jednostki edukacyjne miasta – szkoła elementarna, podstawowa, średnia i college.
Według United States Census Bureau, miasto ma powierzchnię 9,3 kilometrów kwadratowych, z czego 9,1 km² to grunty i 0,26 km² to woda. Mieszkańcy miasta to istna mieszanka etniczna, spośród wszystkich mniejszości narodowych ok. 50% to Polacy, dalej Niemcy ok. 15% i Irlandczycy ok. 11%.
W 1875 roku w Nanticoke założono najstarszą w Pensylwanii polską parafię rzymskokatolicką pw. św. Stanisława, której pierwszym proboszczem był ks. Bonawentura Gramlewicz. 29 maja 1895 roku założono kolejną polską parafię rzymskokatolicką pw. Świętej Trójcy, której proboszczem w latach 1895–1897 był legendarny organizator Polskiego Narodowego Kościoła Katolickiego w USA i Kanadzie – ks. Franciszek Hodur. W 1900 roku założono jeszcze polską parafię św. Jadwigi. Obecnie w Nanticoke znajduje się parafia Polskiego Narodowego Kościoła Katolickiego pw. Świętego Imienia Pana Jezusa, którą administruje emerytowany ks. bp Antoni Rysz. W 2009 na terenie miasta znajdowały się trzy parafie rzymskokatolickie, po dwa kościoły ewangelikalne i metodystyczne oraz jedna parafia baptystyczna, episkopalna, luterańska, mennonicka, PNKK oraz cerkiew prawosławna, greckokatolicka i zbór Świadków Jehowy.